# 3秒ルール
3秒ルール（3 seconds rule）とは、バスケットボールの用語である。ペイントエリア（Paint Area）と呼ばれるコート内の他の区域とは異なった色で塗られている制限区域（Restricted area）で、オフェンス側のプレイヤーは3秒を超えてとどまることは出来ない。この3秒ルールに違反することはヴァイオレイションである。元々は、長身選手が、バスケット近辺にとどまり有利になりすぎることを調整するために作られたルールである。
ゾーンディフェンスが解禁されて以降のNBAルールでは、ディフェンスプレーヤーにもディフェンス3秒ルールがあり、テクニカルファウルに準じたペナルティが科せられる。

## オフェンス3秒ルール（FIBAルール）
- プレーヤーは、ゲームクロックが動いており、自チームがフロントコートでボールコントロールしている間は、相手チームの制限区域内に連続して3秒より長く留まっていることができない。
- 次の場合はカウントが停止される。
  - 制限区域を離れようとした場合。
  - 自らあるいは味方がショットを放った場合
  - 3秒未満制限区域内にいて、ショットを放つためにドリブルした場合。
- 制限区域外に出るためには、両足が制限区域外に着地しなければならない。

### ペナルティ
バイオレーションにより、ボールが相手チームに移り、フリースローライン延長上のサイドラインからのスローインとなる。

## オフェンス3秒ルール(NBAルール)

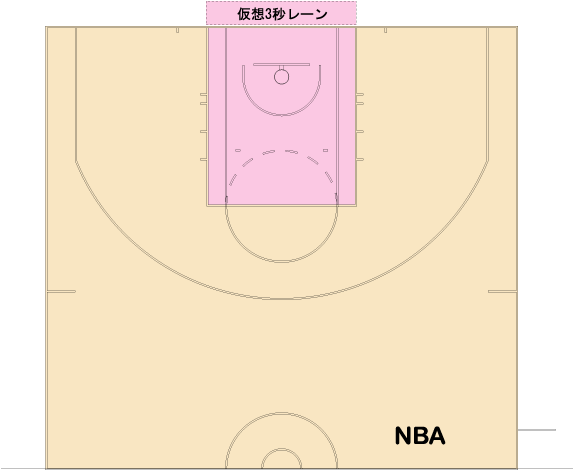
仮想レーンを含んだNBAの3秒ルール適応区域

- 3秒カウントされる区域は、ペイントエリアと、エンドラインから4フィートコート外へレーンを拡張した仮想レーンである。従って、NBAの場合、ペイントゾーンからエンドラインを超えてコート外に出てもカウントは終了しない。
- オフェンスプレーヤーは、自チームがボールコントロール中に、3秒を超えて上記の制限区域内に留まっていることはできない。
- 3秒未満留まっていたプレーヤーは、次の場合、継続してプレーすることができる。
  - プレーヤーがシューティング動作に入り、ゴールに向かって連続的に動作を続けている間はカウントが止まり、動作が停止した時点から、引き継いでカウントが再開される。
- 3秒カウントは、オフェンスチームがフロントコートでボールコントロールを始めるまでカウントされない。相手チームにボールを奪われた場合は、バイオレーションは発生しない。

### ペナルティ
バイオレーションにより、ボールが相手チームに移り、フリースローライン延長上のサイドラインからのスローインとなる。

## ディフェンス3秒ルール(NBAルール)
- 3秒カウントされる区域は、ペイントエリアと、エンドラインから4フィートコート外へレーンを拡張した仮想区域内である。
- オフェンスチームがフロントコートでボールコントロールを開始した時点からカウントが開始される。
- すべてのディフェンスプレーヤーは、相手オフェンスプレーヤーを防御することなく、フリースローレーンに3秒を超えて留まることができない。ここで言う積極的防御とは、相手プレーヤーから腕の長さ以内の距離で、防御位置にいることを意味する。
- ディフェンス3秒カウントは次の場合、カウントされない。
  - シューティング動作が行われた場合。
  - ボールコントロールが失われた場合。
  - ディフェンダーが積極的に相手を防御している場合。
  - ディフェンダーが制限区域外へ出た場合。
- 相手プレーヤーがボールを保持している場合は制限区域内でも相手プレーヤーから腕の長さ以内で防御位置にいる必要はないが、ボールが他へ移ったら積極的防御に移行するか区域外に出なければならない。

### ペナルティー
テクニカルファウルに準じたペナルティが科せられるが、コールされたプレーヤーにファウルが記録されることはない。
ショットクロックは14秒以上の場合、そのまま保留され、それ以下の場合は14秒にリセットされ、相手チームのフリースロー１投の後、フリースローライン延長上のサイドラインからの相手チームのスローインで再開される。